# Tetris: The Grand Master
Tetris: The Grand Master ist eine Serie von Arcade-Spielen des japanischen Herstellers Arika. Es handelt sich hierbei um eine abgewandelte Version des Tetris-Spiels, die einen besonders hohen Schwierigkeitsgrad aufweist und sich daher an professionelle Tetris-Spieler richtet.
Das Ziel des Spiels ist jeweils das Erreichen des Grand-Master-Rangs, das an bestimmte Voraussetzungen geknüpft wird. Obwohl bis 2022 keines der Spiele offiziell außerhalb Japans erschienen ist, erfreuen sie sich weltweit in der Tetris-Community großer Beliebtheit.

## Spielprinzip
Während das Grundprinzip von Tetris auch in Tetris: The Grand Master beibehalten wurde, so etwa die Tetrominos, das Spielfeld und die grundlegenden Steuerungsmöglichkeiten, gibt es auch einige entscheidende Unterschiede.

### Level/Rang-System
Tetris: The Grand Master nutzt ein grundlegend anderes Level-System als andere Tetris-Spiele. Jedes platzierte Tetromino erhöht den Level um eins, darüber hinaus erhöht auch das Komplettieren einer oder mehrerer Reihen den Level. Alle 100 Levels erhöht sich der Schwierigkeitsgrad des Spiels, bei Level 999 ist das Spiel zu Ende. Allerdings muss das jeweils 100ste Level zwingend durch das Komplettieren einer Reihe erreicht werden, das Platzieren von Tetrominos erhöht den Zähler nicht und er bleibt beispielsweise bei 99 stehen, bis eine Reihe komplettiert ist.
Darüber hinaus wird das Spiel hauptsächlich durch die Ränge definiert. Diese gehen zunächst von 9 bis 1, dann von S1 nach S9 und zuletzt der höchste Rang, GM (Grand Master). Für das Aufsteigen durch die Ränge reicht es nicht bloß, einen besonders hohen Score zu erreichen, sondern es müssen je nach Spiel verschiedene Anforderungen erfüllt werden, so müssen etwa 100 Level innerhalb eines bestimmten Zeitlimits erreicht werden.
Jeder Teil der Reihe enthält auch ein geheimes Rangsystem, in welchem man die gleichen Ränge erhalten kann, indem man ein „>“ auf dem Spielfeld baut, je höher das Zeichen, desto höher der Rang, bis zum Grand-Master-Rang, welcher für ein komplettes Zeichen verliehen wird.

### Fallgeschwindigkeit
Tetrominos fallen in Tetris: The Grand Master bedeutend schneller als in anderen Tetris-Spielen, weshalb sich für die Fallgeschwindigkeit eine eigene Maßeinheit etabliert hat, G. Hierbei entspricht 1G einer Fallgeschwindigkeit von einem Block pro Frame. Ab einem bestimmten Level fallen die Tetrominos gar nicht mehr, sondern erscheinen sofort auf dem Boden des Spielfeldes; dieser Zustand wird auch als 20G (20 Blocks pro Frame) bezeichnet. Diese Fallgeschwindigkeit stellt eine besondere Herausforderung dar, da die Tetrominos nicht mehr beliebig auf dem Spielfeld platziert werden können, sondern grundsätzlich in die Mitte des Spielfeldes fallen und nachträglich in die gewünschte Position geschoben werden müssen.

## Spiele

### Tetris: The Grand Master
Das erste Spiel der Reihe erschien im August 1998.
Am 1. Dezember 2022 wurde eine Portierung für Nintendo Switch und Sony PlayStation 4 veröffentlicht.
Eine Portierung für die Sony PlayStation war für 1999 geplant, blieb jedoch unveröffentlicht. Eine Fan-Portierung erschien 2021, dabei war für die Entwickler von Vorteil, dass die Arcade-Version auf der Sony ZN-2-Architektur basiert, die auf der PlayStation aufbaut.

### Tetris: The Absolute The Grand Master 2
Das zweite Spiel der Reihe erschien im Oktober 2000.
Dieser Teil führte den Sonic Drop ein, welcher den Tetromino sofort auf den Stapelgrund setzt, ohne ihn einzurasten.
Zudem ist es der erste Teil der Reihe mit mehreren Spielmodi:
- Normal: Ein verkürztes Spiel, bei dem man Level 300 erreichen muss, bei Level 100 und 200 werden Power-Ups herausgegeben, das Spiel ist beendet wenn man mit dem Komplettieren einer Reihe Level 300 erreicht, der Abspann kann übersprungen werden.
- Master: Der Spielmodus aus dem ersten Teil, für den zweiten Teil wurden die Bedingungen für die Ränge angezogen. Damit man um den Grand-Master-Rang spielen kann muss ein Tetris pro 100-Level-Segment komplettiert werden sowie Level 999 mit einem Rang von S9 in unter 08:45 Minuten erreicht werden. Nach dem Erreichen des Abspanns muss dieser ab diesem Teil auch gespielt werden, dabei gibt es zwei Varianten, wenn die Bedingungen nicht erfüllt wurden, verschwinden Tetrominos, die früher gesetzt wurden, langsam, bis alle gesetzten Tetrominos unsichtbar sind. Wenn die Bedingungen erfüllt wurden, verschwinden die Tetrominos sofort und man hat die Möglichkeit den Grand-Master-Rang zu erreichen, wenn der Abspann vollständig durchgespielt wurde. Vorzeitiges Beenden des Spiels im Abspann führt zum Erhalt des Master-Ranges.

#### Tetris: The Absolute The Grand Master 2 Plus
Eine verbesserte Version erschien wenig später unter der Bezeichnung Tetris: The Absolute The Grand Master 2 PLUS.
Dieses Spiel enthält drei weitere Spielmodi zusätzlich zu den vorhandenen Spielmodi aus dem Basisspiel:
- TGM+: Dieser Modus orientiert sich an den Regeln des Master-Modus, es werden aber keine Ränge in diesem Modus verteilt, der Abspann kann übersprungen werden. Die Besonderheit dieses Modus sind graue Reihen, die in die unterste Reihe gesetzt werden und alle Reihen darüber um eine Position nach oben verschieben.
- T.A.Death (The Absolute Death): Der schnellste Modus im Spiel, das Spiel startet bei einer Fallgeschwindigkeit von 20G, die Reihenkomplettierungsanimation wurde stark verkürzt. Mit jedem 100-Level Segment bis einschließlich 500 wird die Einrastzeit verkürzt. In diesem Modus gibt es zwei Ränge, Master und Grand-Master. Um den Grand-Master Rang erreichen zu können, muss Level 500 in unter 03:25 Minuten erreicht werden, mit dem Erreichen dieses Zieles wird automatisch der Master-Rang verliehen. Danach muss Level 999 komplettiert werden, damit der Grand-Master-Rang erreicht wird.
- Doubles: Zwei Spieler spielen gemeinsam und zeitgleich auf dem gleichen Spielfeld, welches verbreitert wurde. Die Regeln orientieren sich am Normal-Modus, wobei es in diesem Modus keine Power-ups gibt. Das Spiel ist beendet wenn beide Spieler mit dem Komplettieren einer Reihe Level 300 erreichen, das Spiel läuft solange weiter bis dies der Fall ist.

Eine Portierung von dieser Variante des Teiles wurde am 1. Juni 2023 für die Nintendo Switch und die PlayStation 4 veröffentlicht.

### Tetris: The Grand Master 3 – Terror Instinct
Das dritte Spiel der Reihe erschien im Februar 2005.
In diesem Teil gibt es zwei Regelwerke, Classic Rule, das Regelwerk der ersten zwei Teile und World Rule, das Standard-Regelwerk der Tetris Company, welches eingebaut werden musste als Teil der Guidelines. Einige Änderungen der World Rule wurden auch für die Classic Rule übernommen, so gibt es in beiden Regelwerken die Möglichkeit einen Tetromino zu halten. Darüber hinaus kann man drei Tetrominos statt bisher einen voraussehen.
Darüber hinaus ist dieser Teil der bisher einzige Teil der Reihe, der ein passcodegesichertes Nutzersystem hat, dieses findet hauptsächlich im Master-Modus Verwendung, generell zeigt es aber alle besten Platzierungen an, die der Nutzer erreicht hat.
Dieses Spiel enthält vier Spielmodi:
- Easy: Äquivalent zum Normal-Modus aus T.A., das Spiel endet, nachdem man Level 200 mit einer Reihenkomplettierung erreicht und den Abspann durchgespielt hat, die Bewertung des Spiels erfolgt in Hanabi.
- Sakura: Ein Puzzlemodus übernommen aus und benannt nach Arika's Tetris with Cardcaptor Sakura Eternal Heart von 2000. In diesem Modus muss man die Reihen mit speziellen Steinen komplettieren, ein Level gilt als bestanden wenn alle Steine entfernt wurden, es gilt ein verlängerbares Zeitlimit von drei Minuten.
- Master: Übernommen aus T.A. mit einigen Änderungen. In diesem Spiel gibt es Promotionsexamen, für welche man sich durch konsistentes Spiel qualifizieren muss, um im Rang aufzusteigen sowie Demotionsexamen, in welchen man je nach Spielstärke im Rang heruntergeht oder den Rang hält[8]. Darüber hinaus wurde das Rangsystem erweitert, neben den Rängen 9 bis 1, S1 bis S9, Master und dem Grand-Master Rang gibt es die Ränge m1 bis m9, welche nach den S-Rängen und vor Master eingesetzt wurden, sowie mehrere Ränge, die zwischen Master und Grand-Master eingesetzt wurden (zum Beispiel Master-M vor Grand-Master). Darüber hinaus gibt es feste Zeitlimits, die immer schneller werden, je weiter man kommt anstelle eines festen Endlimits.
- Shirase: Äquivalent zum T.A. Death-Modus aus TAP, das Zeitlimit zu Level 500 wurde angezogen, ab diesem Level werden jetzt auch Reihen automatisch auf der untersten Ebene hinzugefügt. Anders als in TGM+ wird hier die unterste Reihe kopiert und nochmal daruntergelegt. Darüber hinaus gibt es ein neues Zeitlimit für Level 1000, ab jenem die Steine aller Tetrominos als zwei eckige Klammern in Schwarz-Weiß (Schwarz-Grün in der World Rule) dargestellt werden, das Element der hinzugefügten Linien wird nicht i die Sektoren ab Level 1000 fortgeführt. Das Spiel endet, nachdem man Level 1300 passiert und den Abspann, welcher im sogenannten Big Mode durchgespielt wird, beendet.

Das Erreichen des Grand-Master-Rangs in Tetris: The Grand Master 3 gilt als höchste Auszeichnung in der Tetris-Community. Bislang haben das nur wenige Personen weltweit geschafft. Als erste Person außerhalb Japans, und sechste Person überhaupt, konnte Kevin Birrell alias KevinDDR im Jahr 2015 diesen Titel erlangen.

### Tetris: The Grand Master Ace
In Japan erschien 2005 ein an Tetris: The Grand Master 3 – Terror Instinct angelehnter Ableger für Microsoft Xbox 360.

### Tetris: The Grand Master 4 – Absolute Eye
Bereits 2009 wurde mit Tetris: The Grand Master 4 – The Masters of Round ein vierter Teil der Arcade-Reihe angekündigt, der mehrfach verschoben wurde.
Am 4. April 2025 wurde dann mit Tetris: The Grand Master 4 – Absolute Eye der vierte Teil über Steam für Microsoft Windows veröffentlicht. Neu sind die Modi Asuka (für erfahrene Spieler) und Shiranui (Versus-Spiel gegen die CPU).